# Estación San Jorge (Transmetro Guatemala)

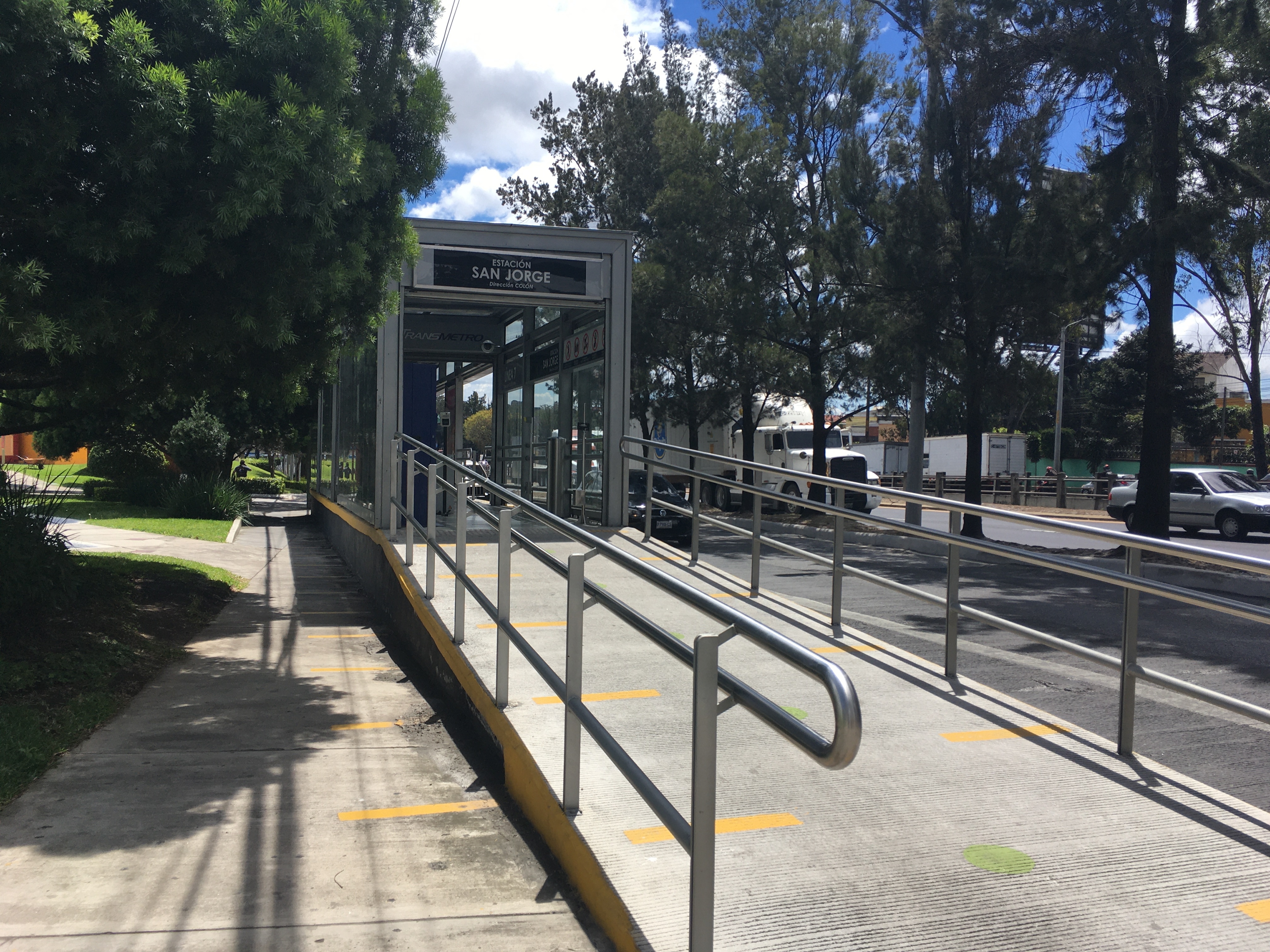
Estación San Jorge Con dirección a zona 1 capitalina.

La Estación San Jorge es una estación de la línea 7 del servicio de Transmetro. Está ubicada sobre el anillo periférico en frente del Centro Comercial Miraflores y de Residenciales San Jorge en zona 11. Fue inaugurado el 7 de febrero de 2020 por el alcalde Ricardo Quiñonez.